# Rzepnik (wieś)
Rzepnik – wieś w Polsce położona w województwie podkarpackim, w powiecie krośnieńskim, w gminie Wojaszówka.
W latach 1975–1998 miejscowość administracyjnie należała do województwa krośnieńskiego.

## Części wsi
| SIMC    | Nazwa | Rodzaj    |
| ------- | ----- | --------- |
| 0362364 | Dół   | część wsi |
| 0362370 | Góra  | część wsi |
| 0362387 | Łazy  | część wsi |
| 0362393 | Wólka | część wsi |

## Historia
W 1860 roku Rzepnik i Pietrusza Wola zobowiązały się zbudować budynek szkolny, płacić 168 złr. na utrzymanie nauczyciela szkoły trywialnej obrządku greckokatolickiego i dostarczać drewno na opał.

## Atrakcje turystyczne Rzepnika
- Cerkiew greckokatolicka św. Paraskewy z 1912.
- Dąb Jagiellon – bezszypułkowy, liczący ponad 500 lat.

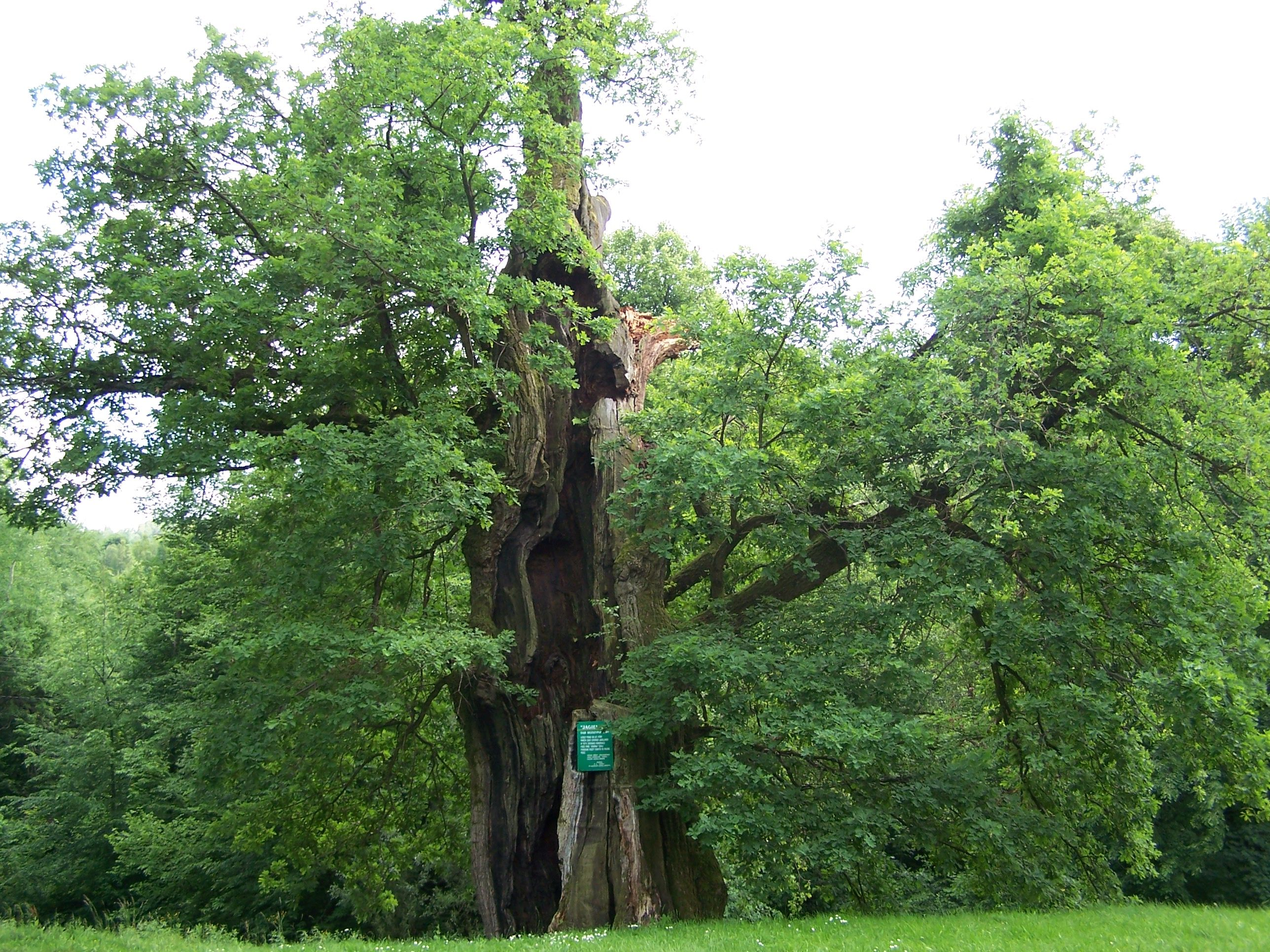
Dąb Jagiellon

## Osoby związane z Rzepinkiem
- Modest Humiecki –  burmistrz i budowniczy Krosna, ostatni tytularny właściciel Rzepnika.
- Petro Ripnijski (Piotr Rzepnijski) – ukraiński nauczyciel[8]